# Markazi
Markazi (perz. مرکزی; Markazi, punim imenom استان مرکزی; Ostān-e Markazi; dosl. „Središnja pokrajina”) je jedna od 31 iranske pokrajine. Administrativno je smještena u središnjem dijelu zemlje na temelju čega je i imenovana, a omeđena je Kazvinskom i Alborškom pokrajinom na sjeveru, Teheranskom i Komskom pokrajinom na istoku, Isfahanskom pokrajinom i Luristanom na jugu, te Hamadanskom pokrajinom na zapadu. Markazi ima površinu od 29.130 km², a prema popisu stanovništva iz 2006. godine u pokrajini je živjelo 1,326.826 stanovnika. Sjedište Markazija nalazi se u gradu Araku.

## Okruzi
- Arački okrug
- Aštijanski okrug
- Delidžanski okrug
- Farahanski okrug
- Homeinski okrug
- Hondapski okrug
- Komidžanski okrug
- Mahalatski okrug
- Savski okrug
- Šazandski okrug
- Tafreški okrug
- Zarandijski okrug

## Vanjske poveznice
- (perz.) Službene stranice Markazija  Arhivirana inačica izvorne stranice od 7. kolovoza 2011. (Wayback Machine)

Ostali projekti
|  | Zajednički poslužitelj ima još gradiva o temi Markazi |